# 全国社交飲食業生活衛生同業組合連合会
全国社交飲食業生活衛生同業組合連合会（ぜんこくしゃこういんしょくぎょうせいかつえいせいどうぎょうくみあいれんごうかい、略称：全社連）は、社交飲食業（スナック、バー、キャバレーなど）の生活衛生同業組合の全国組織。生活衛生同業組合連合会の一つである。主務官庁は厚生労働省。

## 概要
「生活衛生関係営業の運営の適正化及び振興に関する法律」（生衛法）は、生活衛生関係営業として18の業態を規定し、生活衛生同業組合を各都道府県ごとに1業種1組合のみ認可するとしている。社交飲食業は生活衛生関係営業の業態の一つである。
全社連には、全国38都道府県に存在する社交飲食業生活衛生同業組合が加盟する。各都道府県の会員数の総計は35000を超え、社交飲食業界としては最大の団体である。

## 沿革
1957年（昭和32年）6月、「環境衛生関係営業の運営の適正化に関する法律」（環衛法、法律第164号）が施行される。法令名に見られるとおり、現在「生活衛生」とされる用語として、当初は「環境衛生」が用いられていた。
1966年（昭和41年）10月10日、都道府県ごとの社交飲食業環境衛生同業組合の中央連合体である全国社交業環境衛生同業組合連合会（全社連）の設立総会が開かれた。1967年（昭和42年）2月2日、全社連は厚生大臣（現厚生労働大臣）より認可された。
2000年（平成12年）、環衛法の名称が変更されて生衛法となり、従来「環境衛生」としていた用語が「生活衛生」に改められた。これにより、全社連も正式名称を全国社交飲食業生活衛生同業組合連合会に変更した。